# Cestraeus oxyrhyncus
Cestraeus oxyrhyncus és una espècie de peix de la família dels mugílids i de l'ordre dels mugiliformes.

## Morfologia
- Els mascles poden assolir 39 cm de longitud total.[4][5]

## Reproducció
És ovípar i els ous pelàgics.

## Hàbitat
És un peix de clima tropical i demersal.

## Distribució geogràfica
Es troba des d'Indonèsia fins a Fiji, les Filipines i Nova Caledònia.

## Observacions
És inofensiu per als humans.